# Daniel Ruiz-Bazán
Daniel Ruiz-Bazán Justa, kurz Dani (* 28. Juni 1951), ist ein ehemaliger spanisch-baskischer Fußballspieler.

## Karriere
Dani begann seine Karriere in der zweiten Mannschaft von Athletic Bilbao. Der Sprung ins Profiteam des Vereins gelang ihm 1974 nach einem kurzen Gastspiel beim FC Barakaldo. In den folgenden zwölf Jahren absolvierte Dani für seinen Club 302 Einsätze und erzielte 147 Tore. Er war ein wichtiger Bestandteil der Meistermannschaften von 1983 und 1984.
Von 1977 bis 1981 war er spanischer Fußballnationalspieler und nahm an der Weltmeisterschaft 1978 in Argentinien sowie der Europameisterschaft 1980 in Italien teil. Dani erzielte 10 Treffer in 25 Länderspielen.

## Erfolge
- Spanischer Meister: 1983, 1984
- Copa del Rey: 1984
- Supercopa de España: 1984